# 遺留分
遺留分（いりゅうぶん、独: Pflichtteil、英: legitime、西: legítima、仏: réserve、伊: successione legittima、朝: 유류분（遺留分）、羅: legitima portio、蘭: legitieme portie、波: zachowek、繁: 特留分）とは、強制相続分 forced share 又は法定相続権 legal right share ともいい、被相続人の近親者が有する遺産に対する取得権であって、当該近親者に遺留（確保）されており、遺言、遺贈又は死因贈与によって奪うことができないものをいう。
遺留分の制度は、西欧諸国及びそこから私法体系を継受（外国の法体系を一括して複写し導入すること）した諸法域（以下「西欧系諸法域」という。）で広く見られる。イスラーム法における遺贈制限は、遺留分と似た機能を有するが、死の床の贈与を除き生前贈与に介入しない点や、法定相続人団の集合的権益の色彩が濃く法定相続人の個人的権利の色彩が薄い点で異なる。中華人民共和国継承法（1985年4月10日）は、遺留分の制度を有しない。同法19条のいわゆる「必留分」は、裁判所が遺言の効力を判断する際の考慮要素に止まる（中華人民共和国継承法の執行を貫徹する若干の問題に関する司法意見37条）。
後述のとおり、遺留分権者に遺産である財産その物を取得させるのか、遺産の価値を取得させるのかは、法域ごとに様々である。いずれを採るにせよ、遺留分権者は故人の意思にかかわらず遺留分を保障されるため、その限度で遺言者の遺言の自由は制約される。英語圏では、遺言者が法定相続人に相続させない旨を明示的に遺言することを「廃除（相続廃除、相続人の廃除）disinheritance」と呼び、遺言者が遺留分権者を受遺者として遺言に記載しないことによって（黙示に）遺留分を侵害することを「法定相続人の脱漏 preterition」と呼ぶ。

## 遺言の自由と遺留分
西欧系諸法域には、被相続人が死因贈与又は遺贈により処分し得る財産の範囲を制限するか否かに関し、大別して三つの態度がある。一つ目は、被相続人の財産処分を全面的に認める態度（処分自由主義、遺言自由主義）である。十二表法時代のローマや近代のコモンロー諸法域がこれを採る。二つ目は、被相続人の財産処分を全面的に禁止する態度（処分禁止主義）である。フランク時代のゲルマン古法が初期にこれを採った。三つ目は、被相続人の財産処分に制限を加えて法定相続人にある程度の取得権を遺留（確保）する態度（処分制限主義、遺留分主義）である。
遺留分主義はさらに二つの系統に分けることができる。遺留分主義の一つ目の系統は、遺留分を強制相続分として構成する法制であり、ゲルマン法、フランス慣習法を経て、近代のフランス法、スイス法、日本法（平成30年（2018年）法律第72号による改正前の民法典）、韓国法に受け継がれた。遺留分主義の二つ目の系統は、遺留分を価値取得権（債権）として構成する法制であり、ユスティニアヌス法典を経て、近代のドイツ法、日本法（上記改正後の民法典）に受け継がれた。
遺言自由主義を採るコモンロー諸法域の中にも、近親者に一定の権利を保障するものが多くある。イギリスの1938年相続（家族条項）法は、遺言者の近親者に遺贈財産から扶養を受ける権利を認めた。アメリカの全ての州は、遺言者の配偶者に遺言者の遺産からなにがしかを取得する権利を認めているが、子は、経済的に自立していないときに限って遺言に優越する取得権を認められるのが通例である。

## 遺留分法制の沿革
上記のとおり、西欧系諸法域の遺留分法制はローマ法とゲルマン古法とに淵源を持つ。
十二表法時代より前の最古期ローマにおける相続慣行は、文献資料が乏しく、よく分かっていない。家産は家長個人にではなく一族に帰属するものと観念されていたので、死に臨んで家長が家産を自由に処分するという発想自体がなかったと考えられている。時代が下ると、家産は家長の所有物と見なされるようになり、家長の交代はその所有権の移転と捉えられて、自権相続人 sui heredes（跡取り）という概念が登場した。
遺言の自由の制限は、卑属と、場合によっては尊属も、本質的な相続人であり、正当な例外事由のあるときに限り相続から排除することができるという自然法上の理念に起因する。加えて、子どもたちと寡婦を扶養する必要があることも、例えば相続参加権 Beisitzrecht の形成に寄与した。
遺留分の総量は相続財産の総量に基づいて決まるが、法制度にもよるし、相続人の数や関係にもよる。ときには、現物分割を避けるために相続財産の分配及び義務的相続分に対する代償金の支払を禁止する特別な規定が存在することもある。
遺留分の総量の定め方は非常に多様である。ユスティニアヌス1世がローマ法大全を編纂（へんさん）させるまでは、遺留分は相続財産の4分の1に相当するもので構成すべきものとされていた。ユスティニアヌスは、この割合を、子が4人を超えないときには3分の1に引き上げた。この3分の1という割合は、19世紀に現れた多くの民法典の中に見出せる。

## 大陸法系の諸法域

### 大韓民国
大韓民国では遺留分が父母、配偶者、子女のほかに兄弟姉妹にも割り当てられるが、韓国の憲法裁判所は2024年4月25日に虐待・不倫などの反倫理的な行為をした近親への遺留分、そして兄弟姉妹への遺留分は大韓民国憲法に違反するという判決を下した。

### ブラジル
ブラジルでは、卑属（卑属が居ないときは両親又は祖父母）及び配偶者が合計で少なくとも遺産の50％を取得する必要がある。

### チェコ共和国
チェコ共和国では、最近親の卑属が成人しているときは無遺言相続割合として4分の1を要求することができ、未成年であるときは無遺言相続割合として4分の3を要求することができる。故人の子が故人よりも先に死亡したときは、死亡した子の子が死亡した子に代わって強制相続分を主張することができ、以下同じである。

### ルイジアナ州
ルイジアナ州は1802年にアメリカ合衆国に売却される前のフランスの大陸法の影響が残っており、コモン・ローに基礎を置くアメリカ合衆国の州では唯一遺留分を持つ。1989年法律第788号が成立するまで、ルイジアナ州では、遺留分は親が子の相続権を完全に奪うことを妨げるものとして機能しており、このような子は従前も現在も「強制相続人」と呼ばれている。被相続人の卑属として子が一人残されたという場合には、この卑属は被相続人の遺産の少なくとも25％を受け取る必要があった。複数の子が居るときは、子らは併せて少なくとも遺産の50％を受け取る必要があった。これと同様の規定により、被相続人が存命の親から相続権を奪うことも認められていなかった。
1989年以降のルイジアナ州法では、被相続人の子が24歳未満のとき、又は恒久的に自己の世話をする能力を欠くときに限って、強制相続分が侵害を禁止され又は禁止されるべきものとして規定されている。それ以外の場合には、被相続人の卑属は相続権を全面的に奪われることがあり得る。この変化は、実質的にはコモン・ローの遺言の自由の法理を導入したものであるが、強制相続制度を完全に廃止するには至っていない。これを完全に廃止することは、ルイジアナ州憲法第7条第5節により明示的に禁止されている。

### スコットランド
スコットランドでは、遺留分 legitim とは、卑属（成人の卑属を含む。）が少なくとも故人の動産である遺産の価額を一定の割合で共有する権利である。持分は、故人が配偶者（寡婦又は寡夫）を残さなかったときは2分の1であり、配偶者が居るときは3分の1である。例えば、遺言者に二人の子が居り、配偶者が居らず、故人の遺言が一切を子のうちの一人に任せるとしているときは、子の他方は遺留分基金 legitim fund の半分、つまり故人の動産である遺産の純価額合計の4分の1を取得する権利を有する。配偶者が居るときは6分の1ということになる。遺留分は、「子どもの取り分 bairn’s pairt, part of gear」（スコットランド語で bairn とは「子ども」を意味する。）とも呼ばれる。

### フィリピン
フィリピン民法典の下では、遺留分は故人の義務的相続人に与えられるとともに（又は）共有される。法律が遺留分を義務的相続人に留保しているので、「義務的相続」と呼ばれることもあり、そのために、遺言者は遺留分を好きなように譲ってしまう権限はないことになる。義務的相続人は、子又は卑属（そこには養子及び嫡出子が含まれる。）を含み、嫡出子であると非嫡出子であるとを問わない。これらの者がないときは、故人の嫡出を認めた両親又は尊属である。生存配偶者は、上述の属性の者と並んで義務的相続人となる。これらの者もないときは、故人の嫡出を認めていない両親である、
以上により、嫡出子は常に遺産の2分の1を取得し、嫡出子相互では遺産は均分に分割される。生存配偶者は、嫡出子が一人しか居ないとき（このときは、生存配偶者は遺産の4分の1を取得する。）を除き、嫡出子の一人と等しい相続分を取得する。非嫡出子は、嫡出子の半分の相続分を取得する。
嫡出子又は嫡出の卑属が居るときは、故人の嫡出を認めた両親又は尊属は排除されるが、非嫡出子が居ても排除されず、この場合には遺産の2分の1を取得する。生存配偶者又は非嫡出子は、両親又は尊属と並ぶときは、遺産の4分の1を取得する。これらの者全てと並ぶときは、生存配偶者の相続分は遺産の8分の1に縮減される。
生存配偶者は、他に相続人が居ないときは、遺産の2分の1を取得するが、例えば婚姻が破綻していたような場合には、生存配偶者が取得するのは3分の1である。生存配偶者は、非嫡出子とともに義務的相続人となるときも遺産の3分の1を取得し、非嫡出子も同じ相続分を取得する。これに対して、生存配偶者は、故人の嫡出を認めなかった両親と並ぶときは、4分の1を取得し、両親も遺産の4分の1を取得する。
非嫡出子は、以上の者らが居ないときに、遺産の2分の1を取得する。故人の嫡出を認めなかった両親は、生存配偶者以外の者が居るときは排除され、これらの者が居ないときにはやはり2分の1を取得する。

## 英米法系の諸法域
イングランドのコモン・ローには、遺留分というものは存在しない。遺言法（ヘンリー8世治世32年の法律第1号）は、故人は全遺産を自由に分配できると規定しており、遺言者は、いかなる理由によっても、あるいは何らの理由がなくとも、子の全員又は任意の子の相続権を奪う権限を有する。合衆国のほとんどの法域では、遺言者に配偶者から相続権を奪うことを禁止し、あるいはこのような遺言がされたときに配偶者が遺言に「対抗」することを選択して法定相続分を主張する（選択的相続分 elective share）ことを認める制定法が施行されている。これは、コモン・ロー上の権利である寡婦産 dower や配偶者居住権 curtesy tenure の代替として行使される。